# 莫古尔计划

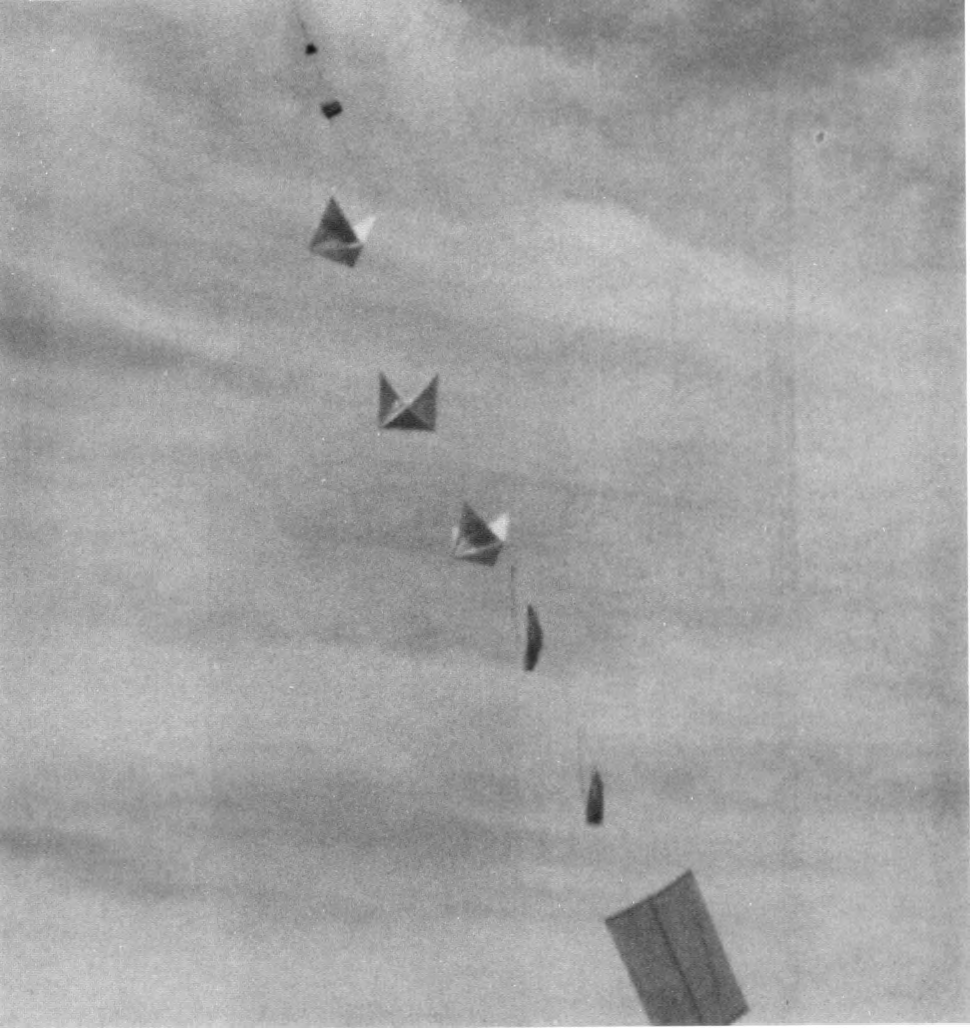
莫古尔计划气球阵列

莫古尔计划（英語：Project Mogul），又称为莫古尔行动（Operation Mogul），是美国陆军航空军于1947年至1949年初开展的一项绝密的军事项目。其主要目标是利用高空气球上的麦克风远距离探测苏联原子弹试验所产生的声波。该计划属于纽约大学一非机密大气研究项目的一部分。莫古尔计划取得了一定成功，但成本十分高昂，后来被更便宜、更可靠、且更易于部署和操作的地震探测器网络以及放射性尘埃空气采样系统所取代。

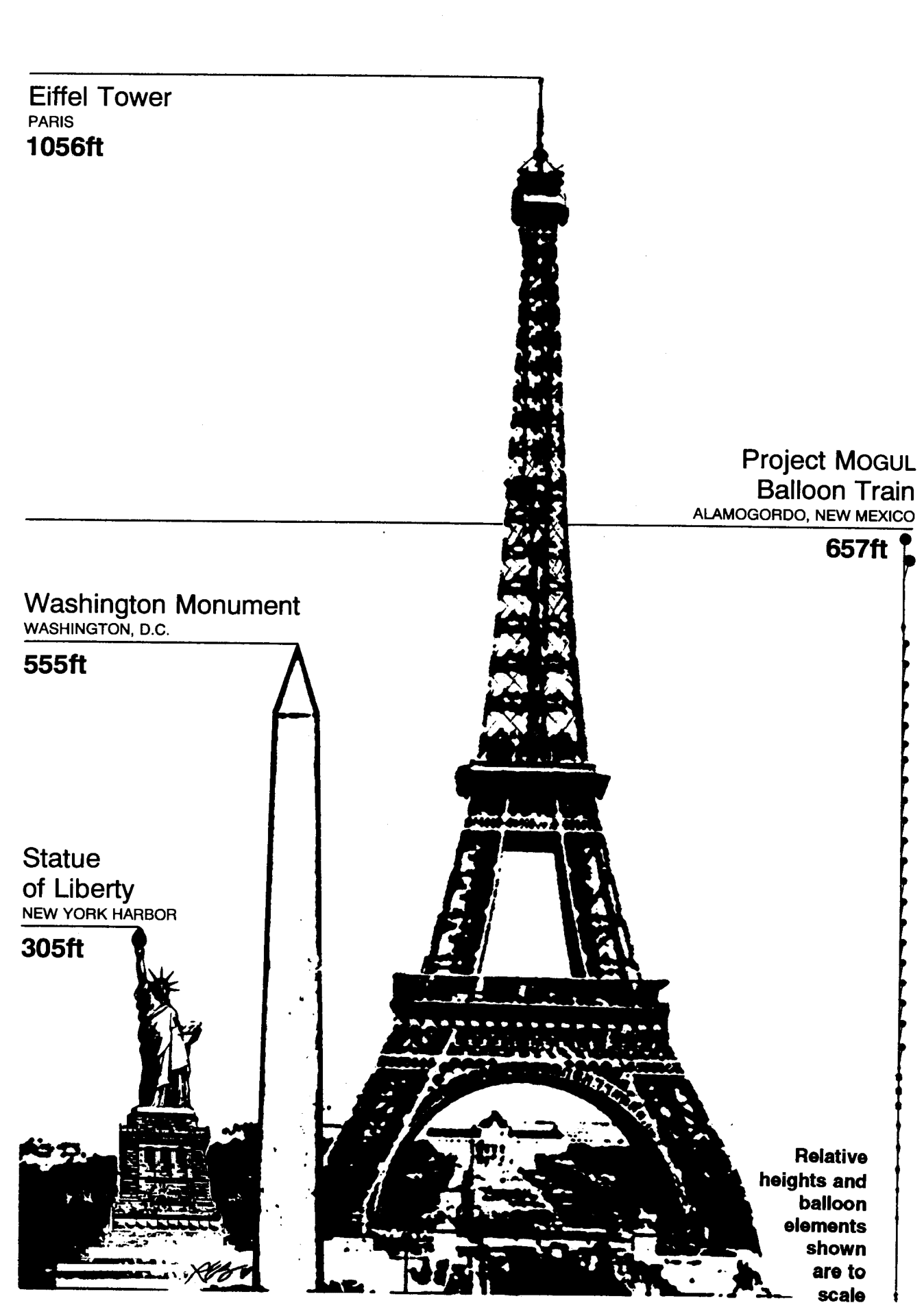
莫古尔气球阵列的相对高度

莫古尔计划的构想源于地理物理学家莫里斯·尤因，他此前曾研究过深海声道，并推测在高层大气中也存在类似的声道：在特定高度，由于气压和温度的作用导致声速降至最低，此时声波会因为折射而被束缚在声道内传播。基于此理论，莫古尔计划应运而生。该项目由詹姆斯·皮普尔斯（James Peoples）领导，阿尔伯特·P·克拉里协助，其核心是利用携带圆盘麦克风和无线电发射器的气球阵列，将收集到的声波信号传输到地面进行分析。
计划对气球的要求之一是它们必须能够较长时间保持相对稳定的高度。为了实现这一目标，项目研发了能够控制压载物释放的压力传感器等多种设备，以确保气球能维持预定的高度。
项目早期阶段使用的气球是由大量橡胶气象气球组成的，不过这些气球很快就被由聚乙烯塑料制成的巨大气球所取代。与橡胶气球相比，它们更加耐用，氦气泄漏更少，并且还能更好地保持恒定的高度。恒定高度控制技术与聚乙烯气球的应用，是莫古尔计划的两大技术革新。
1947年6月4日，莫古尔计划中代号为“纽约大学飞行4号”（NYU Flight 4）的气球在升空后坠毁于新墨西哥州罗斯威尔附近的沙漠地带。由于军方对气球性质的刻意隐瞒，以及UFO爱好者们不断涌现的阴谋论，这次事件最终演变成了一起著名的UFO事件。